# Meleto Valdarno
Meleto Valdarno is een plaats (frazione) in de Italiaanse gemeente Cavriglia.